# C2C (Band)
C2C (Akronym für Coup 2 Cross) ist ein französisches DJ-Kollektiv, das 1998 gegründet wurde. Zu der Gruppe gehören 20Syl und Greem von Hocus Pocus, sowie Atom und Pfel von Beat Torrent.

## Bandgeschichte
20Syl, Greem, Atom und Pfel lernten einander während ihrer Schulzeit in Nantes durch ihre Begeisterung fürs Skateboarden kennen. Sie gründeten 1998 C2C. Zuerst war diese eher auf Wettbewerbe ausgerichtet, so gewann C2C von 2003 bis 2006 vier Jahre hintereinander die DJ-Weltmeisterschaft des Disco Mix Club. Im Jahr 2006 gewann die Band die Weltmeisterschaft der ITF. Nach Aussagen von Pfel kamen sie durch die Wettbewerbe zu „einem Punkt, an dem [sie] ein richtiges Album machen wollten, statt nur an Wettbewerb-Sets zu arbeiten“. Aufgrund der jeweiligen Band-Engagements der einzelnen DJs begann die Arbeit an dem Album erst im Jahr 2010. Am 23. Januar 2012 erschien die erste EP Down the Road EP, worauf am 3. September 2012 das Album Tetra (geschrieben Tetr4) folgte.
Am 19. Oktober 2012 wurden C2C als einer der Gewinner des European Border Breakers Award 2013 bekanntgegeben.

## Diskografie

### Alben
| Jahr | Titel Musiklabel           | Höchstplatzierung, Gesamtwochen, AuszeichnungChartplatzierungen (Jahr, Titel, Musiklabel, Platzierungen, Wochen, Auszeichnungen, Anmerkungen) | Höchstplatzierung, Gesamtwochen, AuszeichnungChartplatzierungen (Jahr, Titel, Musiklabel, Platzierungen, Wochen, Auszeichnungen, Anmerkungen) | Höchstplatzierung, Gesamtwochen, AuszeichnungChartplatzierungen (Jahr, Titel, Musiklabel, Platzierungen, Wochen, Auszeichnungen, Anmerkungen) | Anmerkungen                                                           |
| Jahr | Titel Musiklabel           | FR | BEW | CH | Anmerkungen                                                           |
| ---- | -------------------------- | --- | --- | --- | --------------------------------------------------------------------- |
| 2012 | Down the Road EP On And On | FR18 (16 Wo.)FR | — | — | Erscheinungsdatum: 23. Januar 2012 Format: Download                   |
| 2012 | Tetra On And On            | FR1 ×2Doppelplatin · (83 Wo.)FR | BEW12 (59 Wo.)BEW | CH35 Gold · (24 Wo.)CH | Erscheinungsdatum: 3. September 2012 Format: CD, Vinyl, Musikdownload |

### Singles
| Jahr | Titel Album                            | Höchstplatzierung, Gesamtwochen, AuszeichnungChartplatzierungen (Jahr, Titel, Album, Platzierungen, Wochen, Auszeichnungen, Anmerkungen) | Höchstplatzierung, Gesamtwochen, AuszeichnungChartplatzierungen (Jahr, Titel, Album, Platzierungen, Wochen, Auszeichnungen, Anmerkungen) | Höchstplatzierung, Gesamtwochen, AuszeichnungChartplatzierungen (Jahr, Titel, Album, Platzierungen, Wochen, Auszeichnungen, Anmerkungen) | Anmerkungen                                              |
| Jahr | Titel Album                            | FR | BEW | CH | Anmerkungen                                              |
| --- | -------------------------------------- | --- | --- | --- | -------------------------------------------------------- |
| 2012 | Down the Road Down the Road EP / Tetra | FR1 (88 Wo.)FR | BEW9 (31 Wo.)BEW | CH36 (19 Wo.)CH | Erstveröffentlichung: 25. Juni 2012                      |
| 2012 | Happy Tetra                            | FR13 (73 Wo.)FR | BEW10 (21 Wo.)BEW | CH60 (9 Wo.)CH | Erstveröffentlichung: 26. November 2012 mit Derek Martin |
| 2013 | Delta Tetra                            | FR120 (5 Wo.)FR | — | — | Erstveröffentlichung: 30. September 2013                 |
| Folgende Lieder erschienen nicht als Single, wurden aber durch das Album zum Download und Streaming bereitgestellt und konnten somit eine Platzierung erlangen: |                                        | | | |                                                          |
| |                                        | | | |                                                          |
| 2012 | The Cell Tetra                         | FR128 (2 Wo.)FR | — | — |                                                          |
| 2012 | Who Are You Tetra                      | FR167 (1 Wo.)FR | — | — | mit Olivier Daysoul                                      |
| 2012 | Because of You Tetra                   | FR182 (1 Wo.)FR | — | — | mit Pigeon John                                          |
| 2012 | Genius Tetra                           | FR193 (1 Wo.)FR | — | — | mit Gush                                                 |
| 2012 | Arcades Tetra                          | FR199 (1 Wo.)FR | — | — |                                                          |
| 2013 | F·U·Y·A Tetra                          | FR106 (2t Wo.)FR | — | — |                                                          |

## Auszeichnungen für Musikverkäufe
| Goldene Schallplatte - Dänemark - 2013: für das Streaming Down the Road |

Anmerkung: Auszeichnungen in Ländern aus den Charttabellen bzw. Chartboxen sind in ebendiesen zu finden.
| Land/RegionAuszeichnungen für Musikverkäufe (Land/Region, Auszeichnungen, Verkäufe, Quellen) | Gold     | Platin     | Verkäufe | Quellen         |
| -------------------------------------------------------------------------------------------- | -------- | ---------- | -------- | --------------- |
| Dänemark (IFPI)                                                                              | Gold1    | —          | —        | ifpi.dk         |
| Frankreich (SNEP)                                                                            | —        | 2× Platin2 | 200.000  | infodisc.fr     |
| Schweiz (IFPI)                                                                               | Gold1    | —          | 15.000   | Einzelnachweise |
| Insgesamt                                                                                    | 2× Gold2 | 2× Platin2 |          |                 |